# 덴쇼인
덴쇼인(일본어: 天璋院, 1836년 2월 5일 ~ 1883년 11월 20일)은 막말 및 메이지 시대의 여성으로 도쿠가와 막부 13대 장군 도쿠가와 이에사다(德川家定)의 정실부인이다. 통칭 아쓰히메(일본어: 篤姫)로 불린다.
아버지는 사쓰마번 시마즈 가문의 분가인 이마이즈미의 시마즈 다다타케(島津忠剛). 어릴 때 이름은 가쓰(かつ)이고 성년 이후 스미코(敬子)라고 했다. 번주 시마즈 나리아키라(島津斉彬)의 양녀가 되었을 때 아쓰코(篤子)라고 개명을 했고, 우대신(右大臣) 고노에 다다히로(近衛忠熙)의 양녀가 되었을 때는 후지와라노 스미코(藤原敬子)라는 이름을 썼다.

## 생애
가에이 6년(1853년), 사쓰마 번주 시마즈 나리아키라의 양녀가 되어 그해 8월 21일에 가고시마에서 출발, 쿠마모토를 거쳐 에도 저택으로 거처를 옮겼다. 이후로 가고시마 땅을 다시 밟지 못했다. 나리아키라의 양녀가 된 것은, 쇼군 가에서 시마즈 가로 혼담이 들어와 막부에의 출가를 염두에 둔 것이었다. 당시의 쇼군이었던 도쿠가와 이에사다의 정실부인들이 차례차례로 요절하고, 이에사다 자신도 병약하여 자식이 한명도 없어 시마즈가 출신의 정실을 맞아 장수하고 자식도 많이 두었던 쇼군 도쿠가와 이에나리(徳川家斉)를 본받고자 했다고 한다. 다만, 다이묘의 친딸이었던 고다이인(広大院)에 비해 아츠코는 시마즈(島津) 가문 가운데에서도 분가 출신이어서 히토츠바시파 내에서조차 「미다이도코로 (쇼군 정실)가 되기에는 지나치게 낮은 신분이 아니냐」라고 걱정하는 목소리가 있었다 한편, 아츠코가 번주에게 정치적 임무를 받고 에도성에 갔다는 말도 전해진다. 당시 쇼군의 후계자로 히토쓰바시 요시노부(도쿠가와 요시노부)를 지지하는 세력과 기슈 번주 도쿠가와 요시토미(도쿠가와 이에모치)를 지지하는 세력으로 나뉘어 대립하는 상황에서 요시노부를 후계자로 만들기 위해 아츠코를 토쿠가와가에 출가시켰다는 것이다.
안세이 3년 (1856년), 우대신 고노에 다다히로의 양녀가 되어 그 해 11월에 쇼군과 혼례를 올렸다. 그러나, 안세이 5년(1858년) 7월에 양부인 나리아키라, 8월에는 이에사다가 급사하고 14대 쇼군에 도쿠가와 이에모치가 취임하게 되어 그 사명을 완수할 수 없었다. 이에사다의 죽음으로 삭발하여 이후 덴쇼인이라고 불리게 되었다. 막부는 공무합체론을 내세워 분큐 2년(1862년) 쇼군 이에모치와 고메이 천황(孝明天皇)의 여동생인 가즈노미야 지카코(和宮親子) 황녀의 혼인을 결정하게 된다. 사쓰마 번은 덴쇼인의 귀향을 청하지만, 덴쇼인 자신은 이를 거부하고 에도에 남는 것을 선택하였다. 한편 쇼군의 부인이 된 갸즈노미야 내친왕과 덴쇼인은 일종의 「시어머니」와 「며느리」관계가 되었지만, 황실출신과 무가출신의 관습 차이로 인해 사이가 좋지 않았다가 후에 화해했다고 전해진다.
가쓰 가이슈(勝海舟)도 참가한 회담에서 원래 자신이 옹립할 예정이었던 도쿠가와 요시노부와는 험악한 분위기에서 만났다고 하며 1866년에는 요시노부의 오오쿠(쇼군의 저택) 개혁에 가즈노미야(이에모치 사후 세이칸인노미야(静寛院宮)으로 불림)와 함께 저항한다. 한편, 게이오 3년(1867년)에 요시노부가 대정봉환(大政奉還)을 실시해 에도막부가 소멸하고 에도성에 정부군이 무혈 입성할 때, 자신의 친가인 시마즈가에 탄원하여, 조정에 탄원한 카즈노미야와 함께 토쿠가와가 구제 및 요시노부의 구명에도 힘썼다고 한다.
하지만 요시노부와의 개인적인 사이는 좋지 않았다. 그 이유는 첫 번째로, 이에모치와 이에사다가 도쿠가와 요시노부에 의해 독살당했다고 생각한 것과. 두 번째로, 요시노부가 초기에 의도적으로 쇼군직을 거절했다고 생각한 것. 마지막으로, 후기에 반막부세력과의 전쟁 때, 요시노부가 병력을 그대로 두고 에도성으로 돌아와 칩거해 버린 것 때문이었다.
메이지 시대가 시작된 이후, 이에사다의 생모인 혼주인, 이에모치의 생모인 짓세인, 다야스 가메노스케와 함께 살았다.
메이지 시대에는 도쿠가와 가의 원조를 받았으나, 사쓰마 가의 원조는 거절했다. 어려운 재정에도 불구하고 도쿠가와 요시노부의 양자인 도쿠가와 이에사토를 영국으로 유학보내고, 이에사토의 약혼자인 고노에 야스코의 신부 수업을 돕는 등 이에사토의 양육에 힘썼다.
메이지 16년 (1883년) 11월 20일에 도쿄의 히토쓰바시 저택에서 뇌일혈로 쓰러져 며칠 후 향년 48세로 사망하였다. 도쿄 다이토구 우에노사쿠라기의 절 寛永寺(간에이지)에 있는 남편 이에사다 무덤 옆에 매장되었다. 매장은 실질적으로 도쿠가와 이에사토의 친모 역할을 했다는 공헌에 대한 특별한 예우로 쇼군식으로 매장되었으며 묘 옆에는 생전에 덴쇼인이 좋아했다고 하는 비파나무가 심어져 있다. 자신의 소지금을 절약해서라도 아랫 사람들을 도와주었기 때문에, 임종시에 소지금은 약 3엔(현대의 3만-4만 엔)밖에 없었다고 한다.

## 에피소드
- 1853년 11월, 시마즈가 출신인 하치노헤번주 난부 노부유키(南部信順)의 권유로 양부 시마즈 나리아키라와 함께 현재의 일련정종 총본산 다이세키지(大石寺)에 귀의하였다.

- 개를 좋아해서 결혼전에는 재패니즈 스파니엘(재패니즈 칭)을 여러 마리 키웠지만, 개를 싫어하는 남편 때문에 오오쿠에 들어와서는 고양이(이름은 사토히메)를 기르게 되었다. 이 고양이를 돌보던 이는 오스카 마세코(大岡ませ子)로 당시 덴쇼인을 도와 오오쿠를 총괄하는 오토시요리였던 다키야마의 조카라고 한다.

- 메이지 시대에 단발령/폐도령이 시행된 이후, 자진해서 머리를 짧게 잘랐다고 한다.

- 메이지 시대, 가쓰 가이슈와 함께 요시와라, 즉 유곽에 간 적이 있다. 덴쇼인은 오이란(花魁)에게 굉장한 흥미를 보였다고 기록되어 있다.[5]

- 생에 두 번 여행을 하였다. 첫 번째 여행은 사쓰마에서 에도로 시집을 간 것. 두 번째 여행은 하코네 도노사와 온천으로의 여행이었다.[6]

- 가즈노미야 지카코는 도노사와에서 덴쇼인보다 일찍 사망하였는데, 덴쇼인이 이를 추억하며 불렀다는 와카[7]와 일기[8] 가 남아 있다.

## 관련 작품

### 소설
- 『天璋院篤姫』: 미야오 도미코(宮尾登美子) 作 , 고단샤, 1984년- 2008년 NHK 대하드라마 아츠히메 원작.
- 『天璋院敬子』 : 우메모토 이쿠코(梅本育子) 作, 1997년

### 텔레비전 드라마
- 『翔ぶが如く(나는 듯이)』(NHK 대하드라마, 1990년) - 후지 스미코
- 『徳川慶喜 (도쿠가와 요시노부)』(NHK 대하드라마, 1998년- 후카츠 에리
- 『大奥 (오오쿠)』(후지 TV 드라마, 2003년) - 칸노 미호
- 『篤姫 (아츠히메)』(NHK 대하드라마, 2008년) - 미야자키 아오이
- 『西郷どん (세고돈)』(NHK 대하드라마, 2018년) - 키타가와 케이코
- 『青天を衝け (청천을 찔러라)』(NHK 대하드라마, 2021년) - 카미시라이시 모네